# Morfolină
Morfolina este un compus heterociclic cu formula chimică O(CH2CH2)2NH. Nucleul său este alcătuit din grupe funcționale amină și eter, ambele fiind legate ciclic. 

## Obținere
Morfolina se obține la nivel industrial în urma reacției de deshidratare a dietanolaminei în prezență de acid sulfuric:

## Proprietăți
Datorită grupei amino- secundare, morfolina prezintă caracter bazic, iar acidul său conjugat este denumit ion morfoliniu. Prin tratarea morfolinei cu acid clorhidric se obține o sare, clorura de morfoliniu:
O(CH2CH2)2NH + HCl → O(CH2CH2)2NH+
2Cl-